# 大山 (鳥取縣)
大山（日语：／ Daisen */?）是日本中國地方最高峰，成層複成火山，其範圍橫跨鳥取縣的大山町、伯耆町、江府町、琴浦町、米子市、倉吉市、北榮町、岡山縣真庭市等地，主峰劍峰標高1,729公尺是中國地方的最高峰。被登山家深田久彌評選日本百名山之一。山體東西長約40km、南北長約35km、總面積超過120km2。指定為大山隱岐國立公園。也稱作伯耆大山（ほうきだいせん）、伯耆富士（ほうきふじ）、出雲富士（いずもふじ）。是鳥取縣的象徵之一。

## 图片集

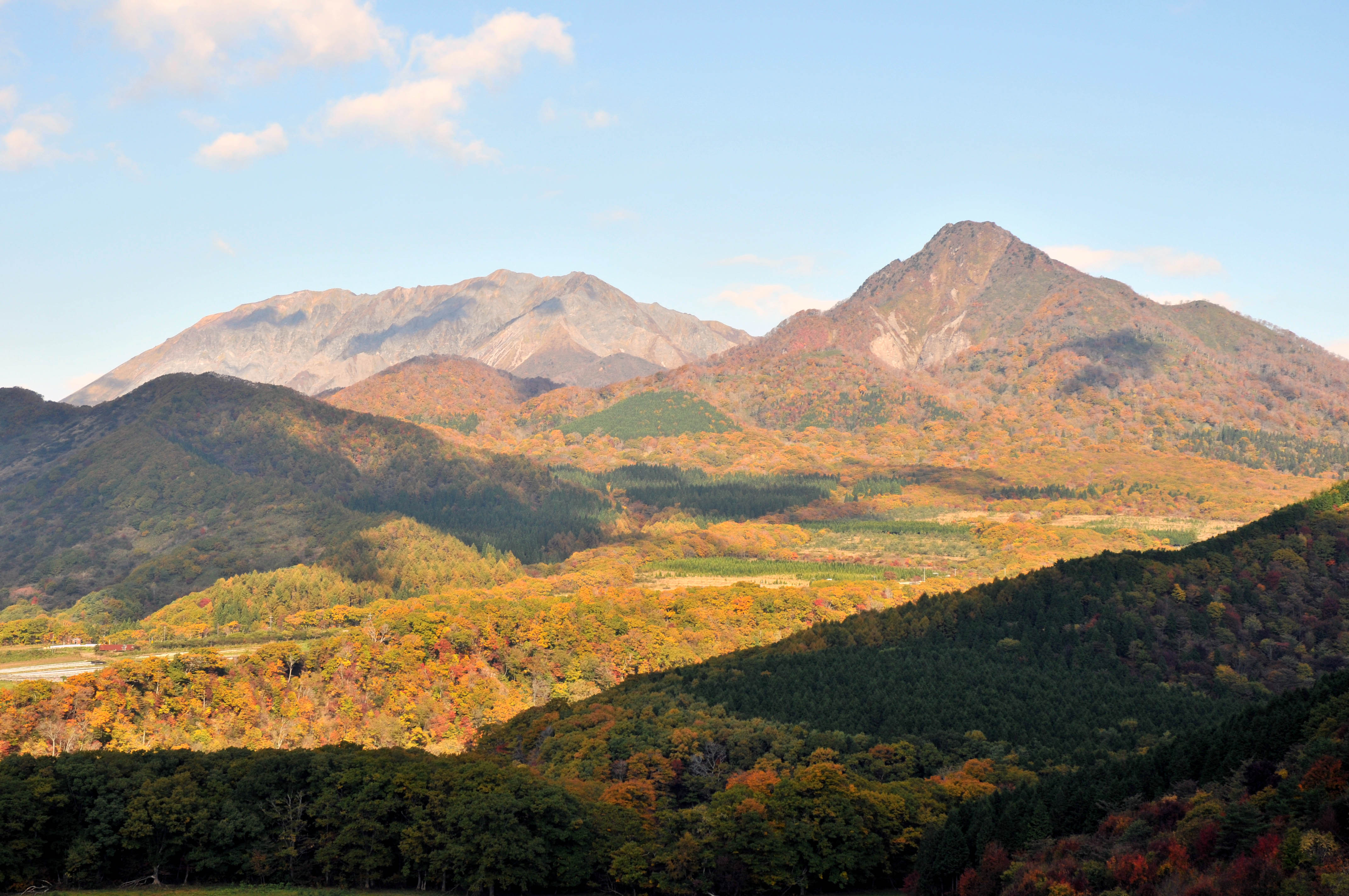
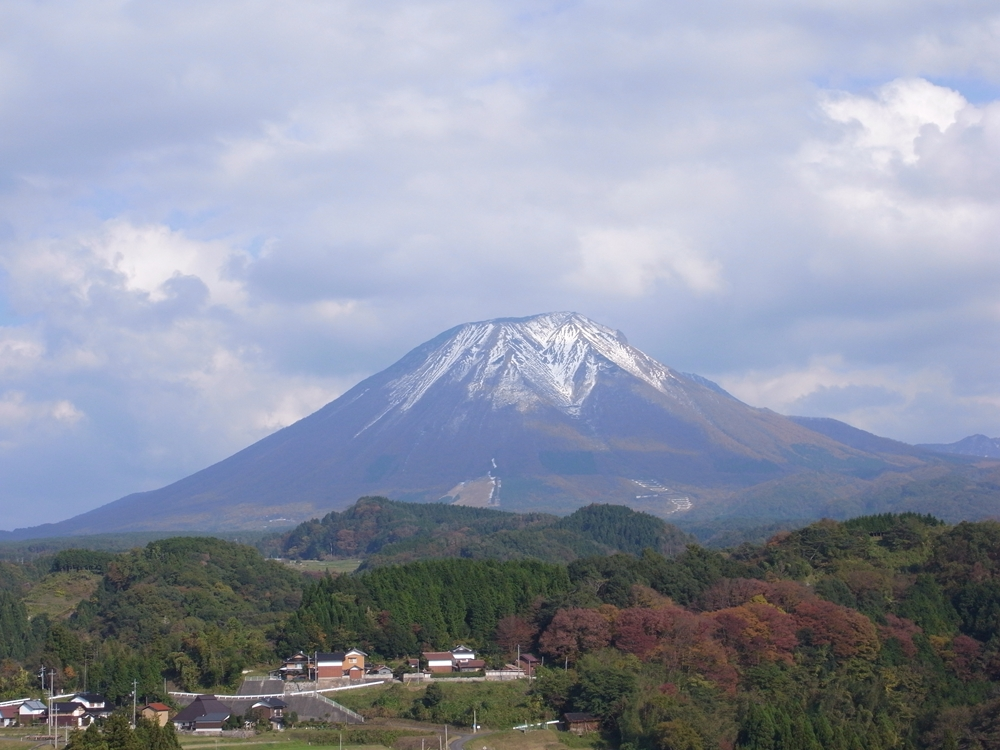
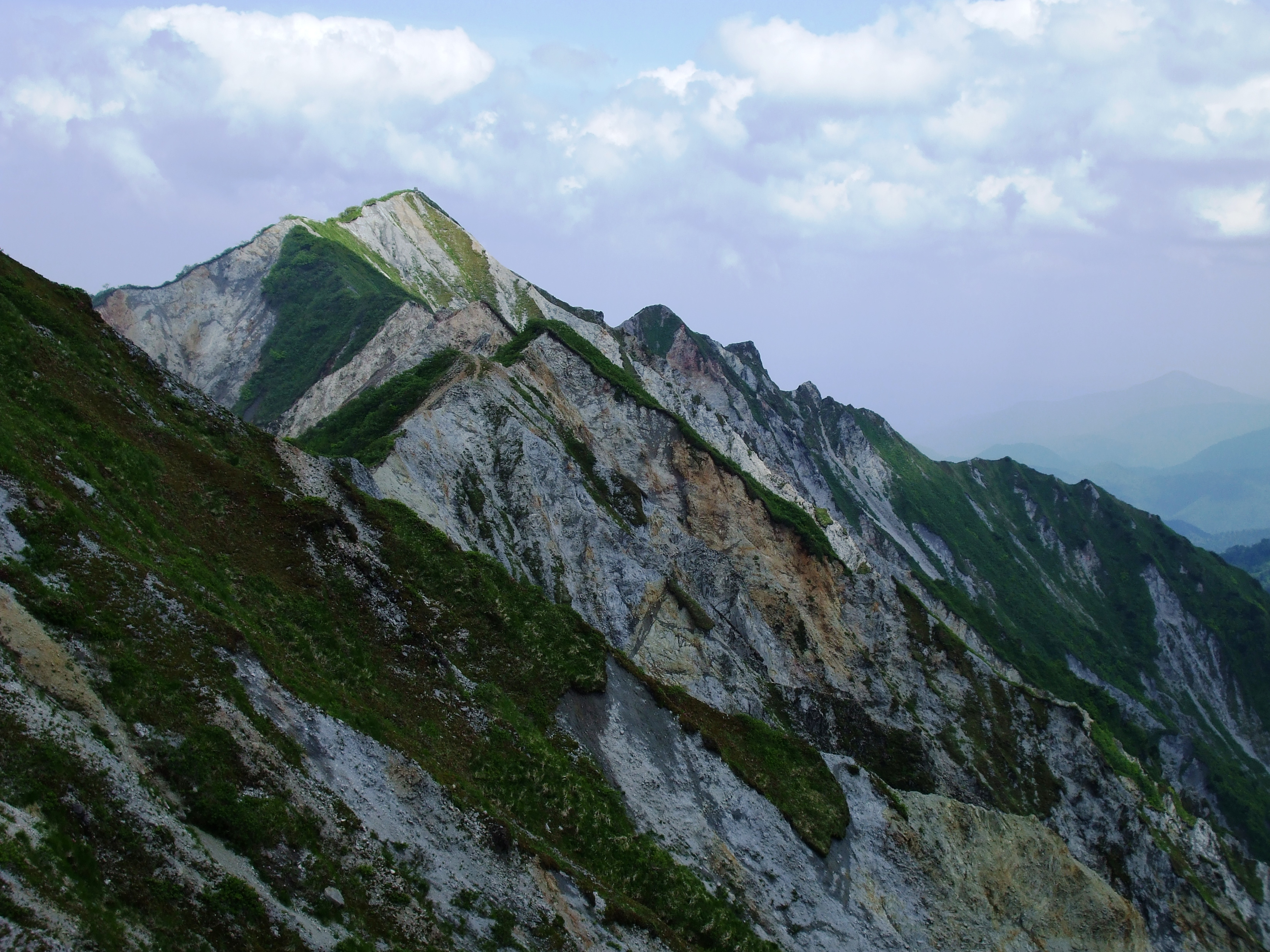
劍峰，大山最高峰
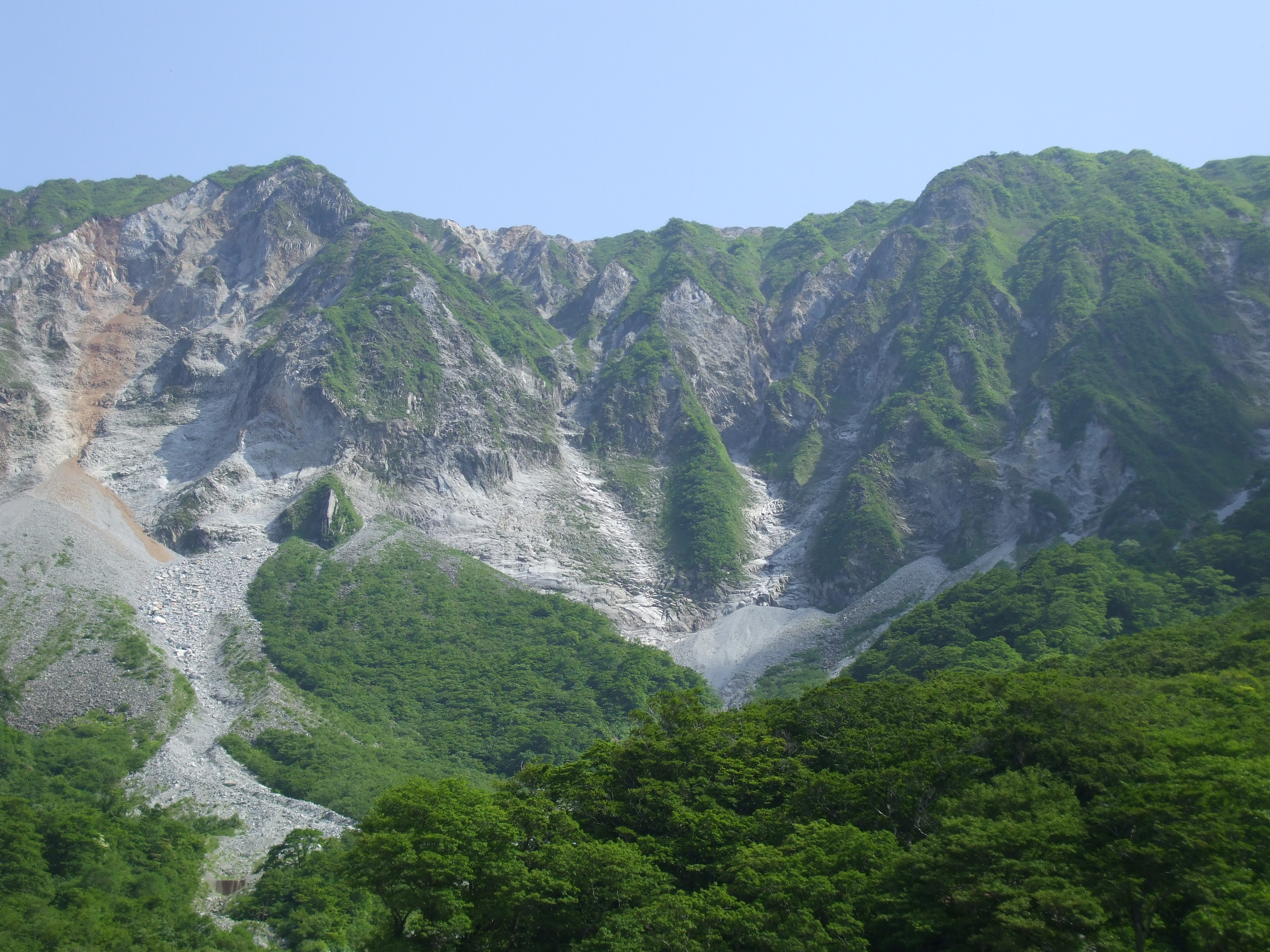
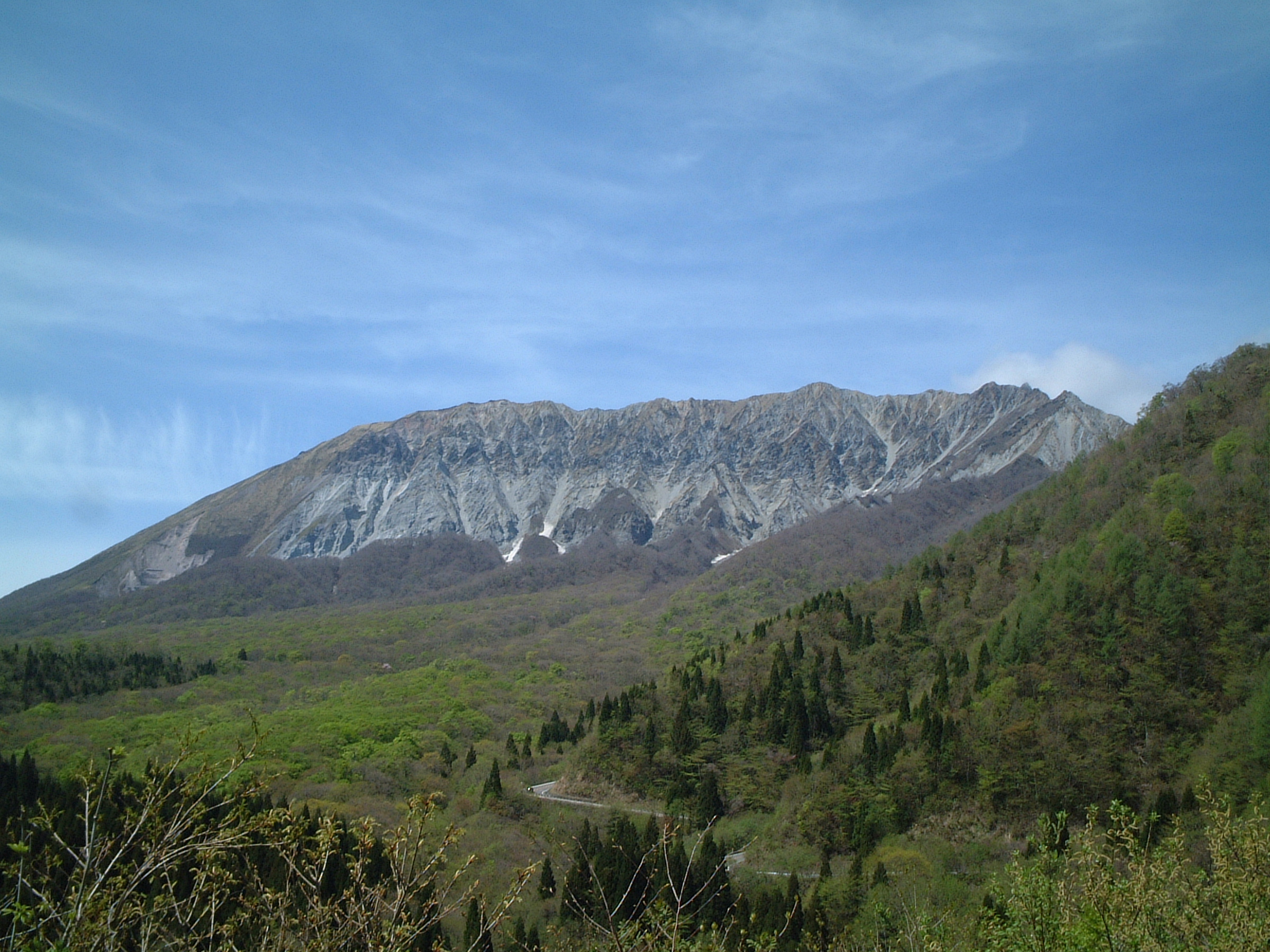
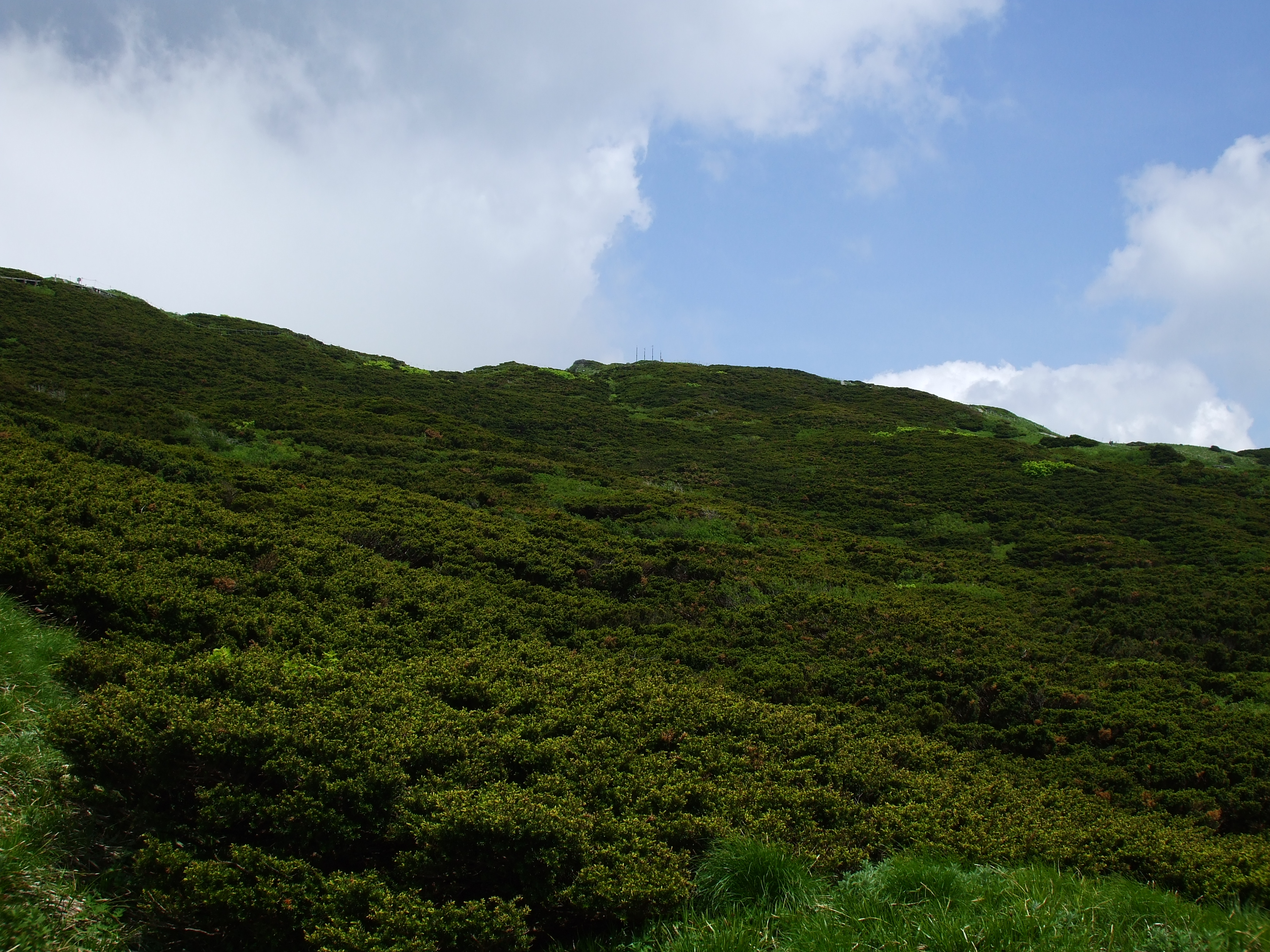

## 關聯條目
- 中國山地
- 鄉土富士
- 都道府縣最高峰